# Vyfakturuj.cz
Vyfakturuj.cz je online fakturační software vyvinutý a poskytovaný softwarovou společností Redbit, která sídlí v Kolíně. Tento software slouží k vytváření a správě faktur a dalších dokladů, sledování plateb. Vyfakturuj.cz se řadí mezi SaaS (Software as a Service) aplikace. Aplikace je postavena na technologiích PHP, PHP Symfony, MySQL a JavaScript.
První verze softwaru byla vydána v roce 2011 Martinem Dostálem a byla bezplatná až do roku 2016, kdy byla uvedena komerční verze systému. V roce 2017 došlo k významnému nárůstu počtu zákazníků a do roku 2023 počet uživatelů přesáhl 50 000. Kromě Vyfakturuj.cz provozuje společnost Redbit také projekt SimpleShop.

## Funkce
Vyfakturuj.cz je nástroj pro vystavování faktur, který uživatelům umožňuje přizpůsobit faktury dle jejich specifických požadavků. Kromě základní funkce vytváření faktur poskytuje Vyfakturuj.cz také možnost generování podkladů pro daňová přiznání, vydávání nejrůznějších dokladů pro transakce hrazené online nebo v hotovosti.
Vyfakturuj.cz poskytuje přehledy, statistiky a grafy, které slouží k přehledu o finančním výkonu. Nástroje zahrnují podrobné informace o neuhrazených fakturách, měsíčních a ročních součtech vystavených a uhrazených faktur. Přehledy je možné exportovat dle různých parametrů, jako je datum vystavení, datum úhrady, splatnost, DUZP (datum uskutečnění zdanitelného plnění) a další.

## Napojení na externí systémy
Vyfakturuj.cz lze integrovat s platebními bránami, bankami, účetními systémy, e-shopy a dalšími externími systémy. Díky možné synchronizaci s bankovními účty mají uživatelé přehled o neuhrazených fakturách a mohou automaticky zasílat upomínky neplatícím klientům.
Vyfakturuj.cz je kompatibilní s řadou účetních systémů, včetně MoneyS3, Pohoda a Duel Ježek. Další funkcionality zahrnují automatizované zasílání faktur prostřednictvím emailu a možnost exportu dat do různých formátů pro účetní účely. Systém rovněž podporuje správu více uživatelských účtů a různé úrovně přístupových práv. 

## Mobilní aplikace
Uživatelé mohou využívat Vyfakturuj.cz i prostřednictvím mobilní aplikace. Mobilní aplikace poskytuje téměř všechny funkce, které nabízí webová verze služby, a je k dispozici pro zařízení s operačními systémy Android a iOS i Huawei. Mobilní aplikace je k dispozici od placených tarifů.